# Harpalus funerarius
Harpalus funerarius är en skalbaggsart som beskrevs av Csiki. Harpalus funerarius ingår i släktet Harpalus och familjen jordlöpare. Inga underarter finns listade i Catalogue of Life.